# Mode 2
Mode 2 (også kaldet modus 2) er en teori om videnproduktion fremsat i 1994 af Michael Gibbons, Camille Limoges, Helga Nowotny, Simon Schwartzman, Peter Scott og Martin Trow i deres bog The New Production of Knowledge. Gibbons og hans kollegaer argumenterer for, at en ny form for videnskabelse begyndte at se dagens lys i midten af det 20. århundrede, som er kontekst orienteret, problemfokuseret og tværfaglig.
Vidensproduktionen Mode 2 involverer typisk transdisciplinære hold af forskere, som henover en kort tidsperiode arbejder sammen på at løsespecifikke problemer fra 'den virkelige verden'. Overfor Mode 2 står Mode 1, som var det udtryk Gibbons og hans kollegaerne brugte om den traditionelle videnskabelse, som er kendetegnet af en fagakademisk, undersøgende og disciplineret tilgang til forskningsgenstanden.
Mode 2 forskning er kendetegnet ved at den i høj grad foregår i et samarbejde mellem for eksempel en virksomhed og en vidensinstitution.
|                  | Mode 1 vidensproduktion                                                 | Mode 2 vidensproduktion                                                                                        |
| ---------------- | ----------------------------------------------------------------------- | --- |
| "Problemer"      | Defineres, vælges og løses i en primært akademisk styret kontekst.      | Udspringer ofte af "praksis" og vurderes i relation til applikationsområder.                                   |
| Angrebsmåde      | Styret af discipliner (fagområder).                                     | Transdisciplinær (omfatter også andre videnscentre).                                                           |
| Færdigheder      | fokuserer på Homogenitet (faglig fokus).                                | Heterogene (kunne tænke på tværs og i samarbejder).                                                            |
| Organisering     | Etablerede institutioner som tænker i hierarkiske strukturer (kontrol). | Ad-hoc projekter, med forskellige former for samarbejde, fx mellem virksomheder, konsulenter og læreanstalter. |
| Videnskabelse    | Foregår primært i etablerede institutioner.                             | Mange steder, i temporære grupper, netværk, og med forskellige aktører.                                        |
| Kvalitetskontrol | Baseret på et fags teorier og metode.                                   | Socialt orienteret og omfatter vurderinger fra interessenterne.                                                |